# 长春快速路
长春快速路是位于吉林省长春市的快速道路系统，是长春城建工程的重点。

## 历史

### 快速路概念的提出与实践
长春市曾于2005年城市规划中提出快速交通干道的概念。随着城市发展，交通压力逐渐加大，长春市于2009年首次提出快速路建设计划，首条计划快速化的道路为亚泰大街。

2010年3月，长春市首先启动亚泰大街上跨南湖大路、解放大路立交桥建设。。2010年8月，亚泰大街上跨南湖大路、解放大路立交桥相继通车。但由于主线立交桥不连续，先期通车的两座高架桥使得车流过快通过解放大路、南湖大路两个路口，造成临近自由大路、繁荣路等平交路口的拥堵相较以前更为严重，引发一些市民的质疑。长春市原计划建设自由大路下穿亚泰大街等节点改善拥堵情况，因考虑亚泰大街快速通行的完整性，后续改为以高架形式上跨自由大路、繁荣路路口。2012年4月，长春市启动亚泰大街上跨自由大路、繁荣路立交桥建设，并于同年9月开通。至此，亚泰大街（二道街-卫星路段）成为实质快速路。

### 从两横两纵到两横三纵的框架构建
2011年，随着长春市加速扩展，道路基础设施等建设已难以适应市民日益增长的出行需求，长春市启动建设“两横两纵”快速路。

2012年5月，“两横两纵”快速路和机场大道开工仪式在青年路长客门前举行。同年，亚泰大街修订规划，将原先设计的主要路口跨线桥改为长距离高架桥主线+匝道的形式布置，亚泰大街快速化北段长春大街高架桥、光复路高架桥与台北大街高架桥计划合并，形成连贯高架桥。至此，亚泰大街快速路正式成为同一项目的第三纵线，“两横两纵”正式成为“两横三纵”。

2013年8月起，部分建设较快的主线相继通车。11月，长春市“两横三纵”快速路主线试通车，但东部快速路吉林大路以北段、亚泰大街快速路东广场南向北以北段、北向南二道街以北端、及众多匝道、地面辅道尚未完工开通。

2014年4月，因快速路辅路施工需要，对前进大街，普阳路，青年路，卫星路，远达大街，东盛大街，花莲路，台北大街，东荣大路，亚泰大街实行全封闭或半封闭施工。
6月，长春市首座双塔斜拉桥长泰大桥正式通车。亚泰快速路（北三环-南三环段）主线全部贯通。
7月，作为受到道路，桥梁，轻轨，铁路，有轨电车线路的影响，施工困难的开运街到红旗街方向匝道桥合龙。至此“两横三纵”快速路所有桥梁实现主体贯通。
8月，西部快速路部分路段封闭施工。
9月，作为连接西部快速路与南部快速路的前进大街互通立交桥投入使用。
10月，“两横三纵”快速路系统首批建设路段除台北立交桥、东荣立交桥的部分匝道及少数辅道外，全部完工通车，正式投入运行。

### 快速路系统的扩展与完善
2015年6月，长春亚泰大街快速路南延工程正式开工，标志着后两横三纵时代的开始。

2016年10月，长春亚泰大街快速路南延工程开通至南四环路，并预留延伸接驳S1长长高速改移工程。台北大街立交桥全部匝道临时通车。

2017年，长春东部快速路南延工程（东卫星立交桥-生态广场立交桥）、生态广场立交桥工程开工，南四环下穿临河街工程开工。长春新区新型城镇化建设项目开工，包含北远达大街快速路及兴福大路快速路建设工程。台北大街立交桥全部匝道正式建成通车

2018年，长春东部快速路南延工程（东卫星立交桥-生态广场立交桥）、生态广场立交桥NW、WN匝道、南四环下穿临河街隧道开通，至此，东部快速路延伸至生态广场立交桥，南四环路（新明街-欣和街）构成实质快速路。同年，吉林大路快速路、东部快速路南延工程二期（生态广场立交桥-天普路高架桥）开工

2019年10月，吉林大路快速路、世纪大街快速路（自由大路-吉林大路）、世纪大街立交桥WS、SE匝道开通。

2020年9月，东部快速路南延工程二期（生态广场立交桥-天普路高架桥）主线通车。长双快速路（净月乙三路快速路）动工，台北大街立交桥东南侧辅路、亚泰大街快速路长白路上匝道建成通车。

2021年，东部快速路南延工程三期暨新城大街快速路（天普路高架桥-长双快速路）开工，预计2022年与长双快速路一同建成通车。

## 组成部分
根据中国大陆《城市道路设计规范》CJJ37-90，截至2021年底，长春实际通车快速道路有87公里。
| 名称           | 最早开通年份 | 起/终点            | 终/起点              | 里程(km) |
| -------------- | ------------ | ------------------ | -------------------- | -------- |
| 亚泰快速路     | 2010         | 小南车场路口       | 亚泰大街南四环立交桥 | 16.31    |
| 东部快速路     | 2013         | 北远达大街贵州路口 | 新城大街天泽大路口   | 22.01    |
| 南部快速路     | 2013         | 硅谷大街飞跃路口   | 卫星路会展大街口     | 10.48    |
| 西部快速路     | 2013         | 司法局路口         | 前进大街修正路口     | 15.55    |
| 北部快速路     | 2013         | 花莲路基隆北街口   | 东荣大路天石街口西   | 8.52     |
| 南四环路       | 2018         | 南四环路新明街口   | 南四环路欣和街口     | 6.48     |
| 吉林大路快速路 | 2019         | 吉林立交桥         | 长春东收费站         | 6.14     |
| 世纪大街快速路 | 2019         | 世纪大街立交桥     | 世纪大街自由大路口   | 1.87     |

部分道路，如“机场快速路”，虽然名为快速路，但不按照城市快速路管理（为蓝牌，非绿牌）。

## 相关立交桥
长春快速路系统及其延伸线上至少有如下互通立交桥。以下未计入与高速公路互通及纯环岛、菱形立交。
| 位置                                              | 正式定名           | 俗名           | 备注                                                                           |
| ------------------------------------------------- | ------------------ | -------------- | ------------------------------------------------------------------------------ |
| 亚泰大街-北环城路                                 |                    | 小南立交桥     | 亚泰快速路延伸线上，全互通                                                     |
| 亚泰快速路-北部快速路                             | 台北立交桥         | 台北立交桥     | 亚泰快速路主路与北部快速路辅路全互通                                           |
| 亚泰快速路-南部快速路                             |                    |                | 辅路全互通                                                                     |
| 亚泰快速路-南四环路                               |                    |                | 亚泰快速路主路与南四环路辅路全互通，亚泰大街南侧主线、ES、SE、WS、SW匝道未开通 |
| 东部快速路-北部快速路                             | 东荣立交桥         | 东荣立交桥     | 主路互通，未开通ES、SE、SW、WN匝道                                             |
| 东部快速路-吉林大路快速路                         |                    | 吉林立交桥     | 主路互通，匝道限EN、NE、ES、SE方向                                             |
| 东部快速路-南部快速路                             | 东卫星立交桥       | 仙台立交桥     | 主路互通，匝道限WN、NW、SW方向                                                 |
| 东部快速路-南四环路                               |                    | 生态广场立交桥 | 主路互通，匝道限SE、ES、WN、NW方向                                             |
| 硅谷大街-超越大街-南四环路                        | 硅谷大街立交桥     |                | 南部快速路延伸线上，全互通                                                     |
| 南部快速路-西部快速路                             | 西卫星立交桥       |                | 主路互通，匝道限NW、WN、NE、EN方向                                             |
| 青年路-北四环路                                   | 长农公路出口立交桥 |                | 西部快速路延伸线上，全互通                                                     |
| 西部快速路-北部快速路                             | 青冈立交桥         | 青冈立交桥     | 主路全互通                                                                     |
| 西部快速路-景阳大路                               | 景阳立交桥         | 景阳立交桥     | 西快主路互通，匝道限WN、NW、WS、SW方向                                         |
| 西部快速路-开运街                                 | 开运立交桥         | 开运立交桥     | 西快主路互通，匝道限WN、NW、WS、SW方向                                         |
| 前进大街-南四环路                                 | 前进大街立交桥     |                | 西部快速路延伸线上，全互通                                                     |
| 南四环路-人民大街                                 | 人民大街立交桥     |                | 全互通                                                                         |
| 吉林大路快速路-世纪大街快速路                     |                    | 世纪大街立交桥 | 主路全互通，世纪大街北侧主线、EN、NE、WN、NW匝道未开通                         |
| 吉林大路快速路-东吉林大路-哈尔滨大街-长春东收费站 |                    | 长吉出口立交桥 | 除吉林大路快速路及辅路外，其余道路均无法前往长春东收费站。                     |

## 过街天桥
为了行人更加安全方便，长春市在“两横三纵”快速路上建设21座过街天桥。目前，以下天桥已全部投入使用。
- 前进大街卫星路互通立交天桥
- 沃尔玛天桥
- 卫明街天桥
- 会展大街天桥
- 亚泰大街卫星路互通立交天桥
- 小海龟幼儿园天桥
- 八中天桥
- 亚泰大街台北大街互通立交天桥
- 市司法局天桥
- 北三环天桥
- 利国街天桥
- 青石路天桥
- 二道街天桥
- 南岭小学天桥
- 卫星路理工大学天桥
- 开封小学天桥
- 虹桥街天桥
- 明珠路天桥
- 吉大南岭校区东门天桥
- 文昌路天桥

随着快速路系统拓展，为完善慢行系统，方便市民，2018年来增建多个过街天桥，如顺风天桥、杨家店天桥、南四环彩织街天桥、南四环宜丰街天桥等。

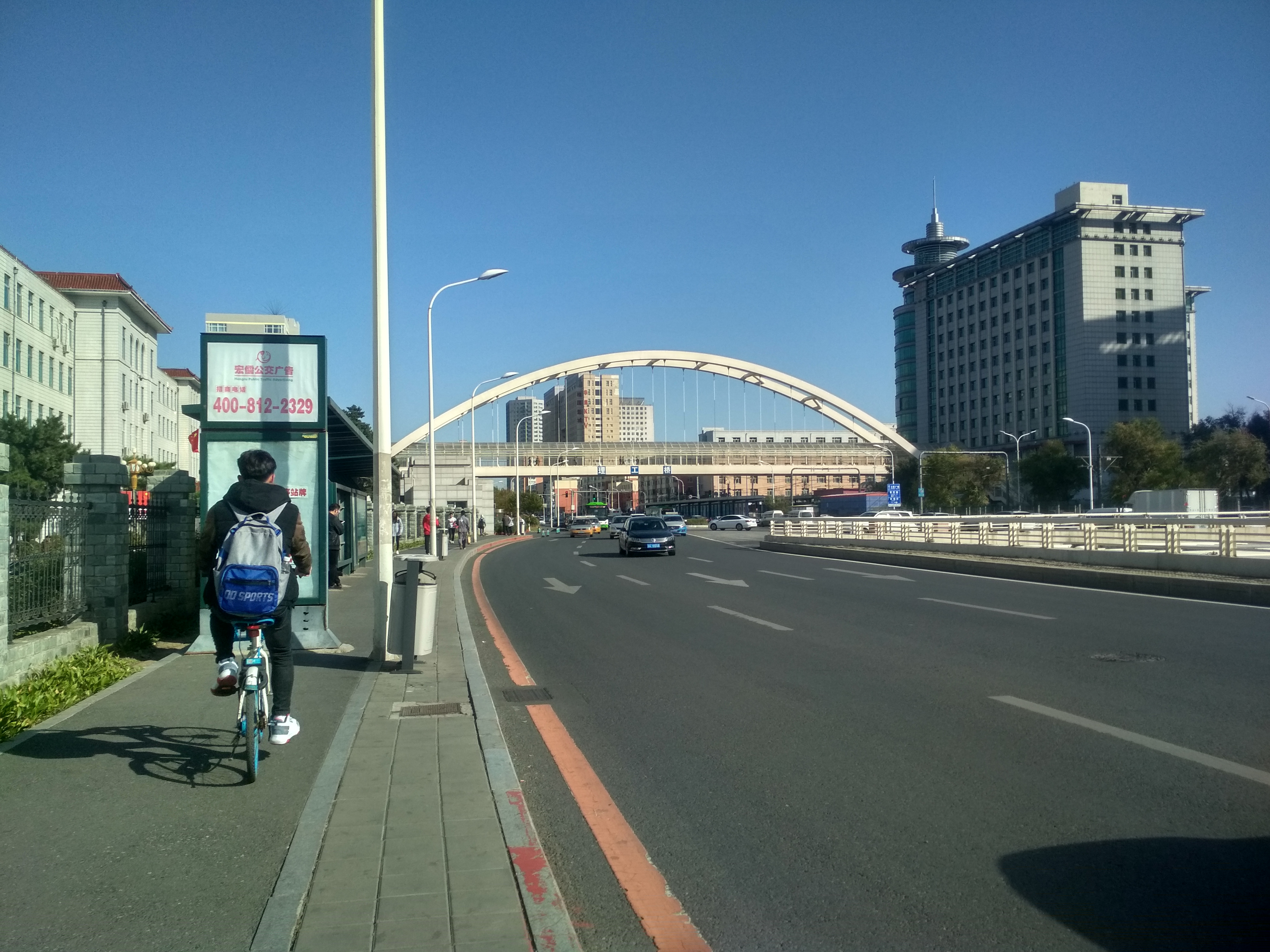
卫星路长春理工大学天桥
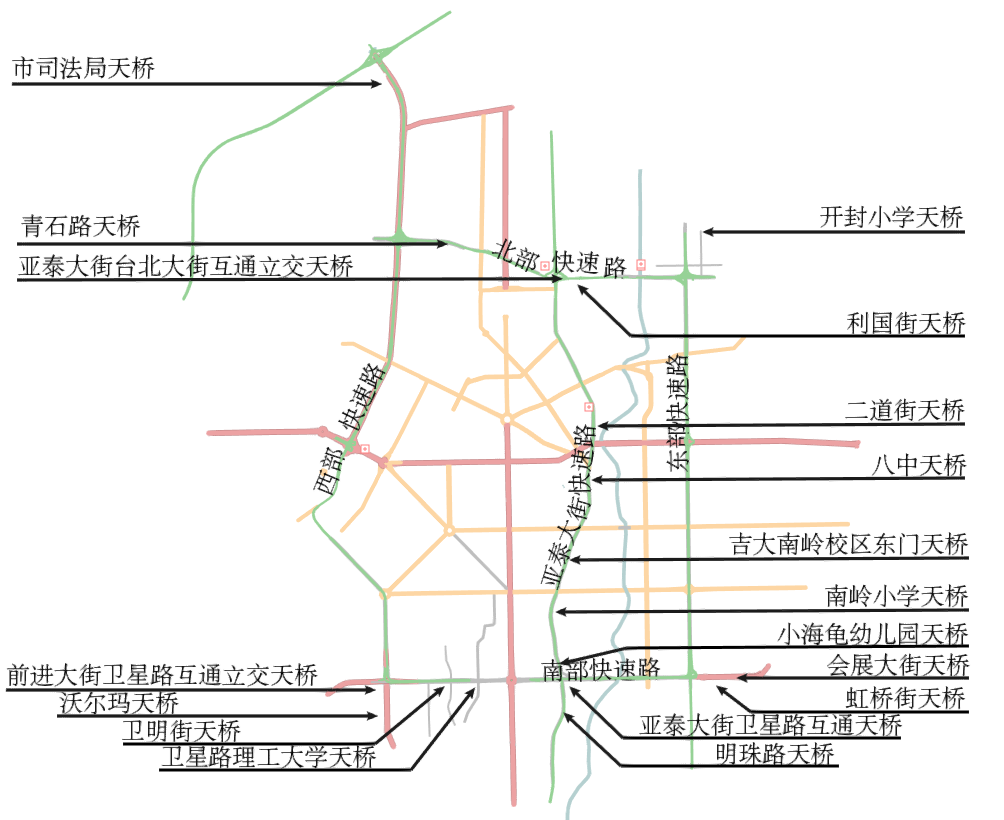
长春市天桥分布图（非最新情况）